# جاشوا تری (فیلم ۱۹۹۳)
«جاشوا تری» (به زبان انگلیسی: Joshua Tree) یک فیلم سینمایی آمریکایی در ژانر اکشن و مهیج که در سال ۱۹۹۳ منتشر شد.
جاشوا تری (که با عنوان جایگزین ارتش یک‌نفره منتشر شد) به کارگردانی ویک آرمسترانگ، نویسندگی استیون پرسفیلد و با بازی دولف لاندگرن، کریستین آلفونسو و جرج سیگال ساخته شده‌است. بیشتر فیلم در لس آنجلس، لون پاین، کالیفرنیا، اگوا دولس، کالیفرنیا و پارک ملی جاشوا تری در جنوب کالیفرنیا فیلمبرداری شده‌است. حساس‌ترین صحنه فیلم نیز در منطقه کاتن‌وود کنیون در رشته کوه سیرا نوادا (ایالات متحده) فیلمبرداری شده‌است.

## بازیگران
- دولف لاندگرن
- کریستین آلفونسو
- جورج سگالجفری لوئیس
- میشل فیلیپس
- برت رمسن
- مایکل پال چان
- کندی الکساندر